# Tsuruya Namboku IV.

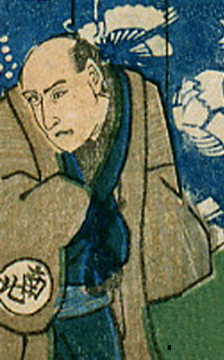
Tsuruya Namboku IV.

Tsuruya Namboku IV. (jap. 鶴屋 南北; Katsu Hyōzō I, 勝 俵蔵; Sawa Hyōzō, 沢兵蔵 bw. 澤兵藏; Sakurada Hyōzō, 桜田 兵蔵 bzw. 櫻田兵藏; * 1755 in Edo; † 22. Dezember 1829 ebenda) war ein japanischer Kabuki-Autor.
Tsuruya wurde als Sohn des Färbers Ebiya Izaburō geboren und wurde 1776 Schüler des Kabuki-Autors Sakurada Jisuke I. Ab 1777 arbeitete er unter dem Namen Sakurada Hyōzō für das Theater Nakamura-za ab 1880 als Sawa Hyōzō für das Ichimura-za 1788 nahm er nach dem Tod seines Schwiegervaters Tsuruya Namboku III. den Namen Tsuruya Namboku IV. an.
Mit Unterstützung des Schauspielers Bandō Hikosaburō III. wurde er 1803 Hauptautor (tatesakusha) am Kawarazaki-za. Erfolgreich als Theaterautor wurde er erst nach 1800. Er verfasste dann mehr als 120 Stücke und wurde vor allem als Autor von Geisterdramen wie Sakurahime azuma no bunshō (1817) und Yotsuya kaidan (1825) bekannt. Berühmt waren seine Einsätze von technischen Bühneneffekten wie dem schnellen Kostümwechsel (hayagawari) und dem Fliegen durch die Luft (chūnori). Zu den Hauptdarstellern seiner Stücke zählten Schauspieler wie Onoe Shōroku I., Onoe Kikugorō III., Matsumoto Kōshirō und Ichikawa Danjūrō VII.

## Werke
- Toki-mo Kikyō, 1808
- Okuni Gozen Keshō no Sugatami, 1809
- Kokoro no Nazo Toketa Iroito (mit Sakurada Jisuke II.), 1810
- Kachi Zumō Ukina no Hanabure (Shirafuji Genta), 1810
- Ehon Gappō-ga-Tsuji (mit Sakurada Jisuke II.), 1810
- Osome Hisamatsu Ukina no Yomiuri (Osome no Nanayaku), 1813
- Sumidagawa Hana no Goshozome (Onna Seigen, UA mit den Schauspielern Iwai Hanshirō V., Ichikawa Danjūrō VII. und Matsumoto Kōshirō V.), 1814
- Kakitsubata Iro mo Edozome (Oroku to Gantetsu, UA mit den Schauspielern Iwai Hanshirō V., Ichikawa Danjūrō VII., Bandō Mitsugorō III. und Matsumoto Kōshirō V.), 1815
- Haji Momiji Ase no Kaomise (Date no Jūyaku, mit Ichikawa Danjūrō VII. in zehn Rollen), 1815
- Sakura Hime Azuma Bunshō, 1817
- Sakura Butai Maku no Datezome, 1820
- Tsuki no En Tsuki no Shiranami (mit Onoe Kikugurō in der Hauptrolle), 1821
- Imoseyama Hitome Sembon, 1821
- Ukiyozuka Hiyoku no Inazuma, 1823
- Kesakake Matsu Narita no Riken (mit Onoe Kikugorō III. und Ichikawa Danjūrō VII. in den Hauptrollen), 1823
- Tōkaidō Yotsuya Kaidan, 1825
- Kamikakete Sango Taisetsu, 1825
- Oniwaka Kongen Butai (mit Ichikawa Danjūrô VII., Iwai Shijaku I. und Iwai Kumesaburō II. in den Hauptrollen), 1825
- Kin no Zai Saru Shima Dairi (mit Segawa Kikunojō V. und Nakamura Shikan II. in den Hauptrollen), 1829